# Stosław Łaguna

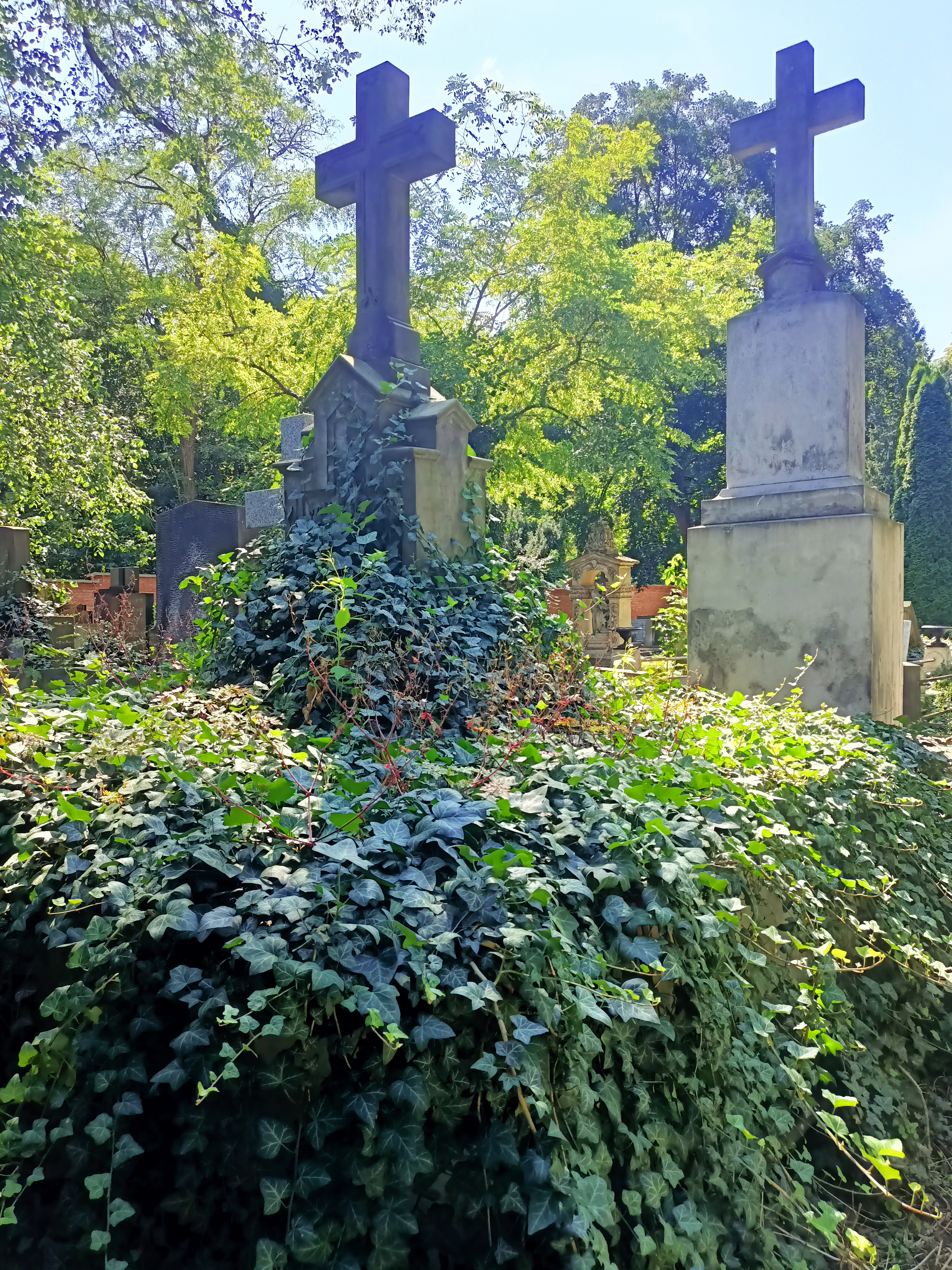
Grób Stosława Łaguny Cmentarzu Powązkowskim w Warszawie

Stosław Łaguna herbu Grzymała (ur. 23 listopada 1833 w Sandomierzu, zm. 28 kwietnia 1900 w Warszawie) – historyk prawa i mediewista, profesor Uniwersytetu w Petersburgu, członek Akademii Umiejętności (od 1898).

## Życiorys
W 1855 roku ukończył studia prawnicze w Petersburgu.  W 1859 został profesorem wykładając na katedrze prawa polskiego. W 1861 został mianowany sędzią trybunału cywilnego w Warszawie. W 1877 wstąpił do redakcji Ateneum. Pochowany na cmentarzu Powązkowskim (kwatera IV-3-8/9).

## Wybrane publikacje
- Dwie elekcje, 1878
- Nowa hipoteza o pochodzeniu szlachty polskiej, 1890
- Pierwsze wieki Kościoła w Polsce, 1891
- Rodowód Piastów, 1897
- O prawie graniczném polskiém 1875
- Hanza nad Dźwiną w XIII wieku : szkic historyczny
- Nieznane zapiski heraldyczne średniowieczne polskie, głównie sieradzkie Kraków 1898
- Pisma Stosława Łaguny poprzedzone zarysem biograficzno - krytycznym przez Józefa Bielińskiego Warszawa 1915.

## Upamiętnianie
W 1903 roku w warszawskim kościele św. Krzyża wmurowano tablicę wykonaną przez  Leopolda Wasiłkowskiego.